# Giuseppe De Nittis

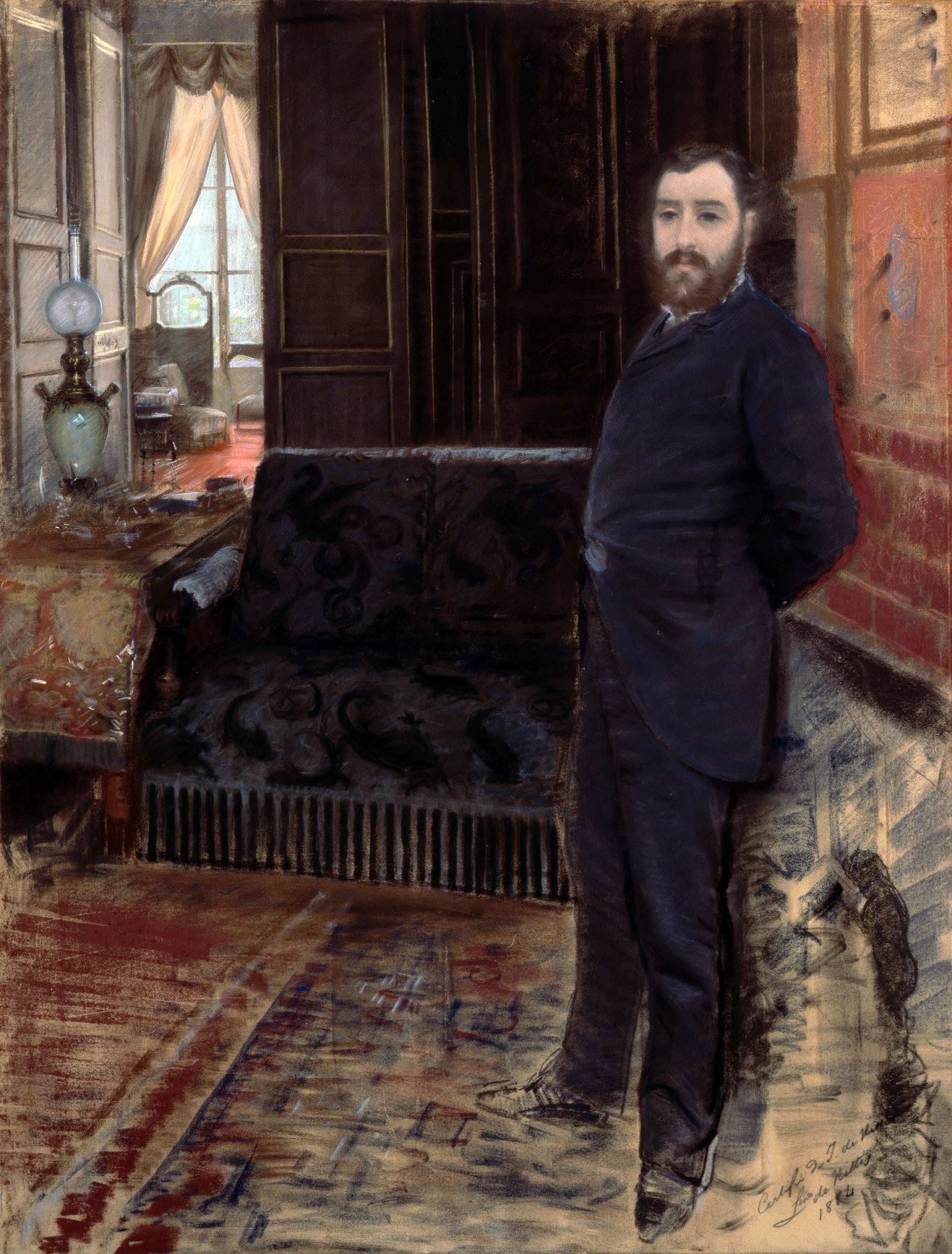
Giuseppe De Nittis, Zelfportret

Giuseppe De Nittis (Barletta, 25 februari 1846 - Saint-Germain-en-Laye, 12 augustus 1884) was een Italiaanse kunstschilder. Hij wordt gerekend tot het impressionisme.

## Leven en werk

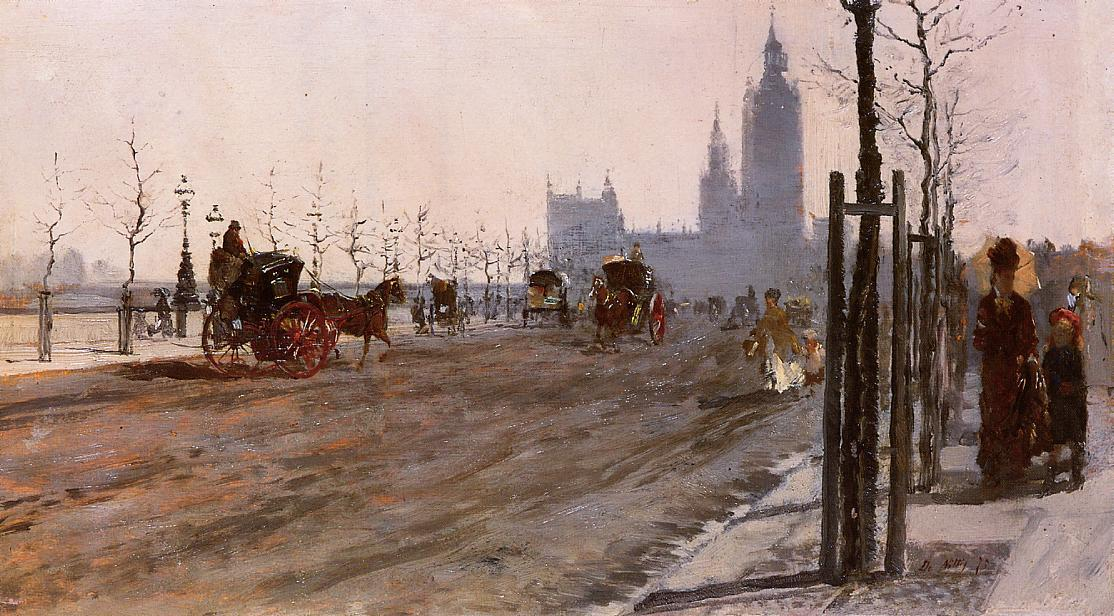
Victoria Embankment, Londen

De Nittis ging als jongeman in de leer bij kunstschilder Giovanni Battista Calò en studeerde vervolgens aan het Instituto di Belle Arti te Napels. Nadat hij wegens opstandigheid van de opleiding was verwijderd, legde hij zich toe op het en plein air schilderen in Portici en exposeerde in 1864 voor het eerst enkele werken in de ‘Neapolitan Promotrice’. Hij kwam in contact met kunstenaars van de Macchiaioli te Florence en raakte bevriend met Telemaco Signorini. De Nittis studeerde privé schilderen met Vincenzo Petrocelli.
In 1867 verhuisde De Nittis naar Parijs, ging in de leer bij Jean-Léon Gérôme en verkocht werk via kunsthandelaar Goupil, die hem van lucratieve opdrachten voorzag. Van 1870 tot 1872 verbleef hij weer enige tijd in Italië, waar hij onder meer enkele gezichten op de Vesuvius schilderde. Na zijn terugkeer in Parijs had hij veel succes met exposities in de salon, onder andere met zijn Che freddo! (Vrieskou!) in 1874. In hetzelfde jaar nam hij ook deel aan de Eerste tentoonstelling van de impressionisten. Via Edgar Degas raakte hij bevriend met Édouard Manet, Gustave Caillebotte, Henri Toulouse-Lautrec en Italiaanse schilders in Parijs, zoals Giovanni Boldini en Federico Zandomeneghi.
De Nittis maakte diverse reizen, onder andere naar Londen, waar hij een aantal bekend geworden stadsgezichten schilderde. In 1879 maakte hij een reis door Italië en richtte zich vanaf die tijd in belangrijke mate op de pastelschilderkunst. Met vaak kleine, los en licht geschilderde landschappen, stadsgezichten en anekdotische genredoeken had hij in zijn tijd veel succes. Ook was hij een veelgevraagd portrettist.
De Nittis overleed plotseling aan een hersenbloeding, in 1884, 38 jaar oud.

## Portretten

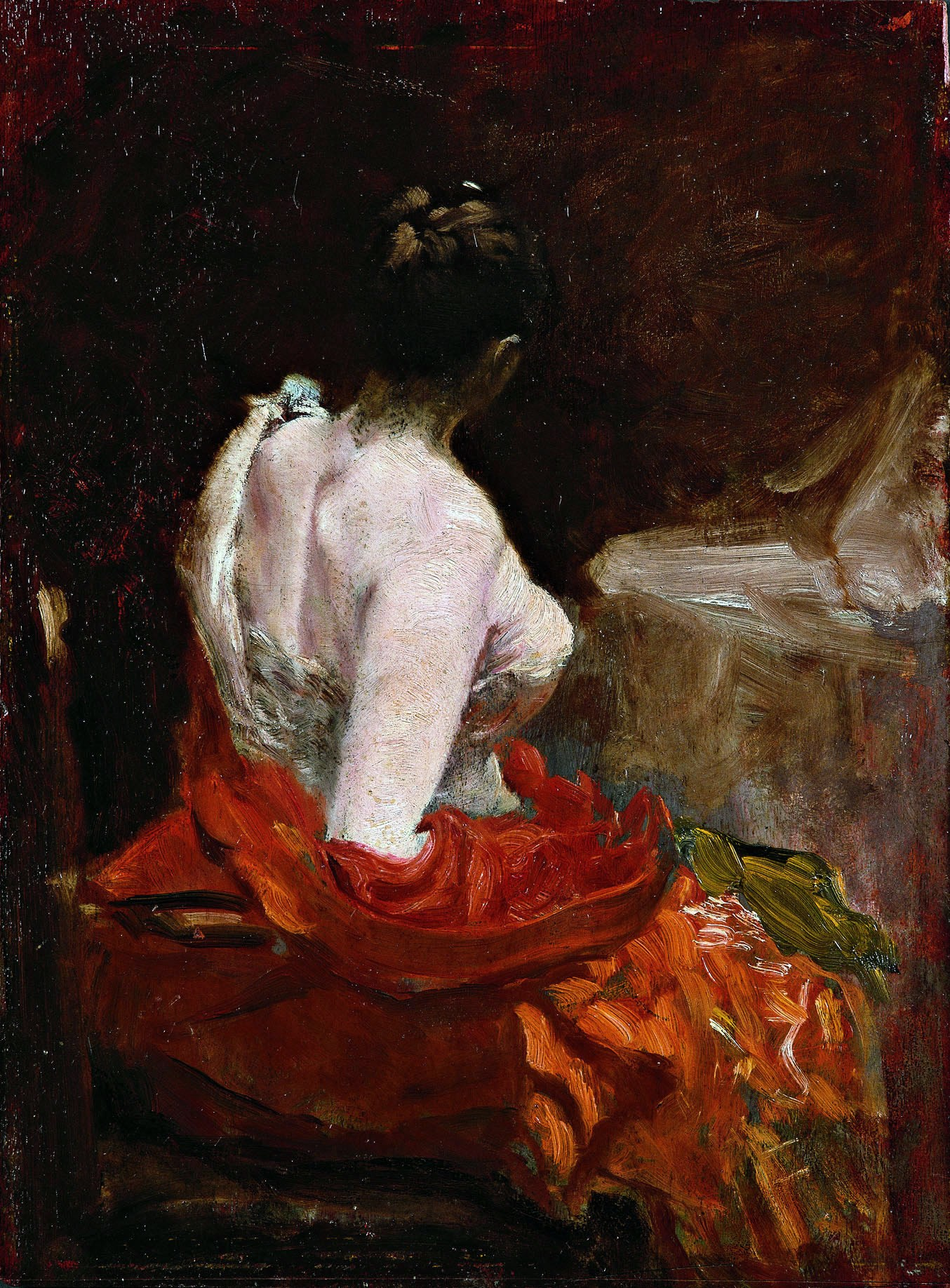
Prima del Ballo
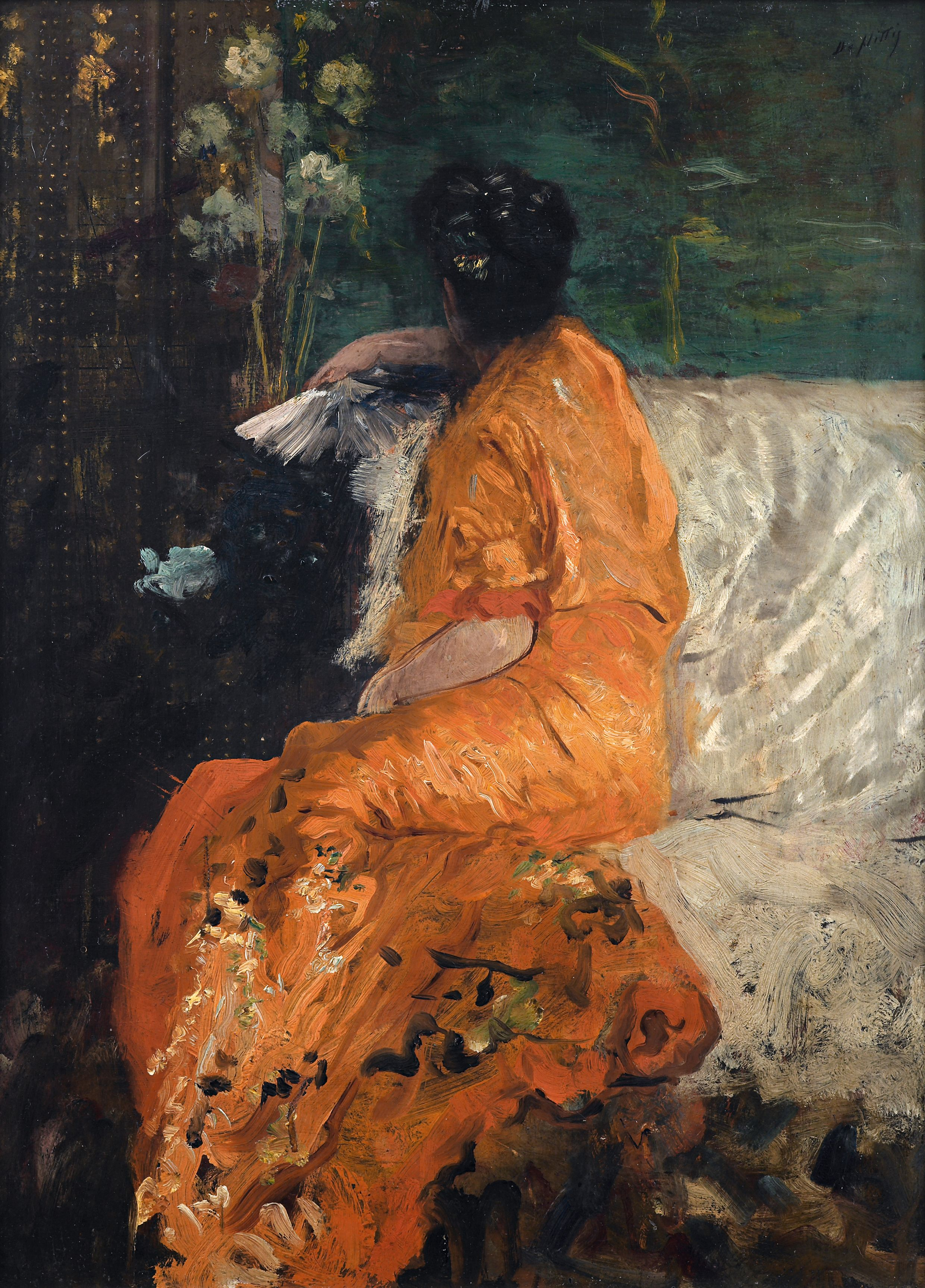
The orange kimono
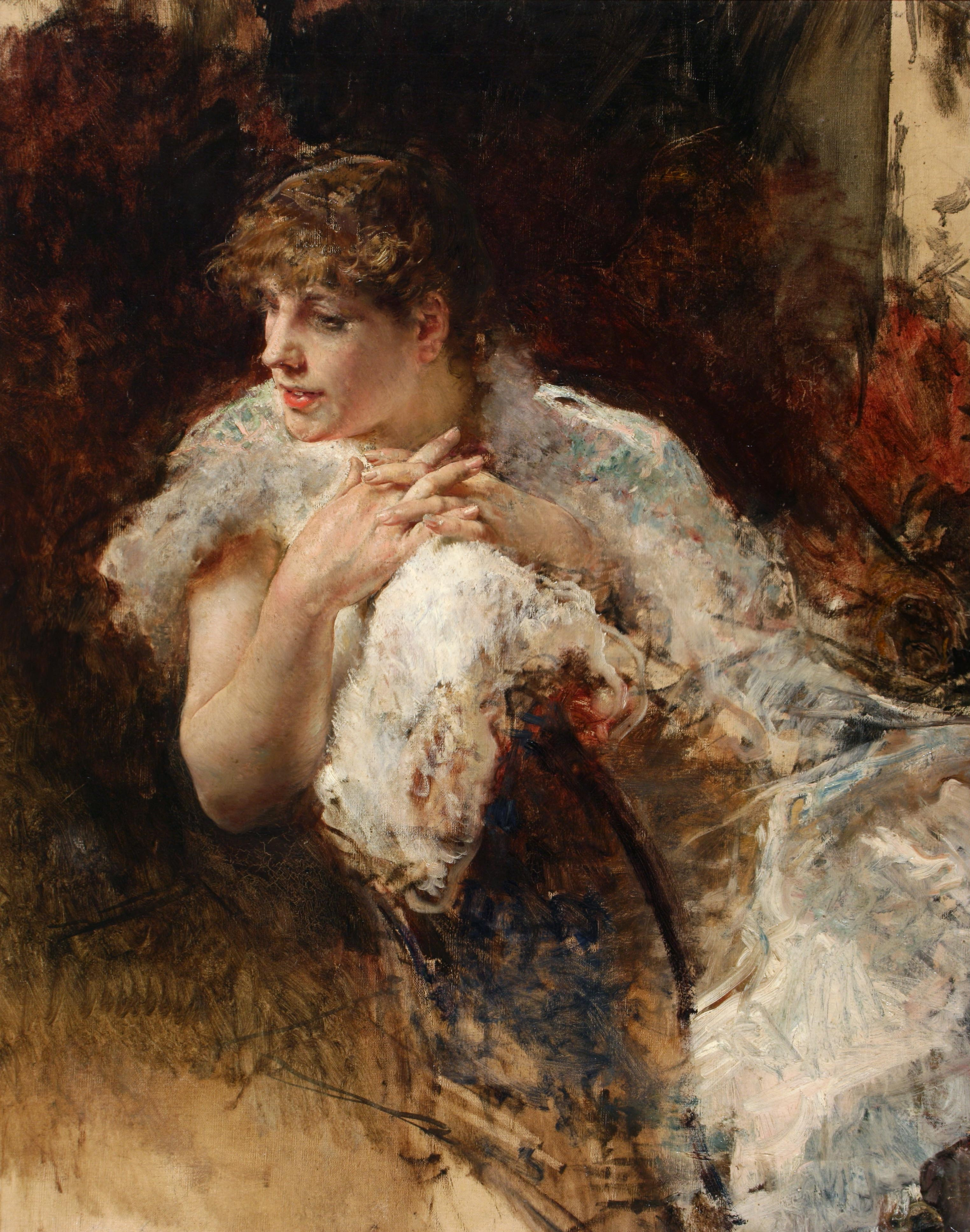
Signora Napoletana
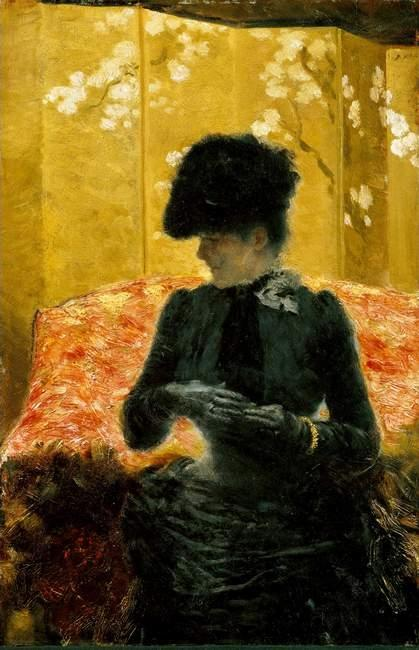
Dame au divan rouge
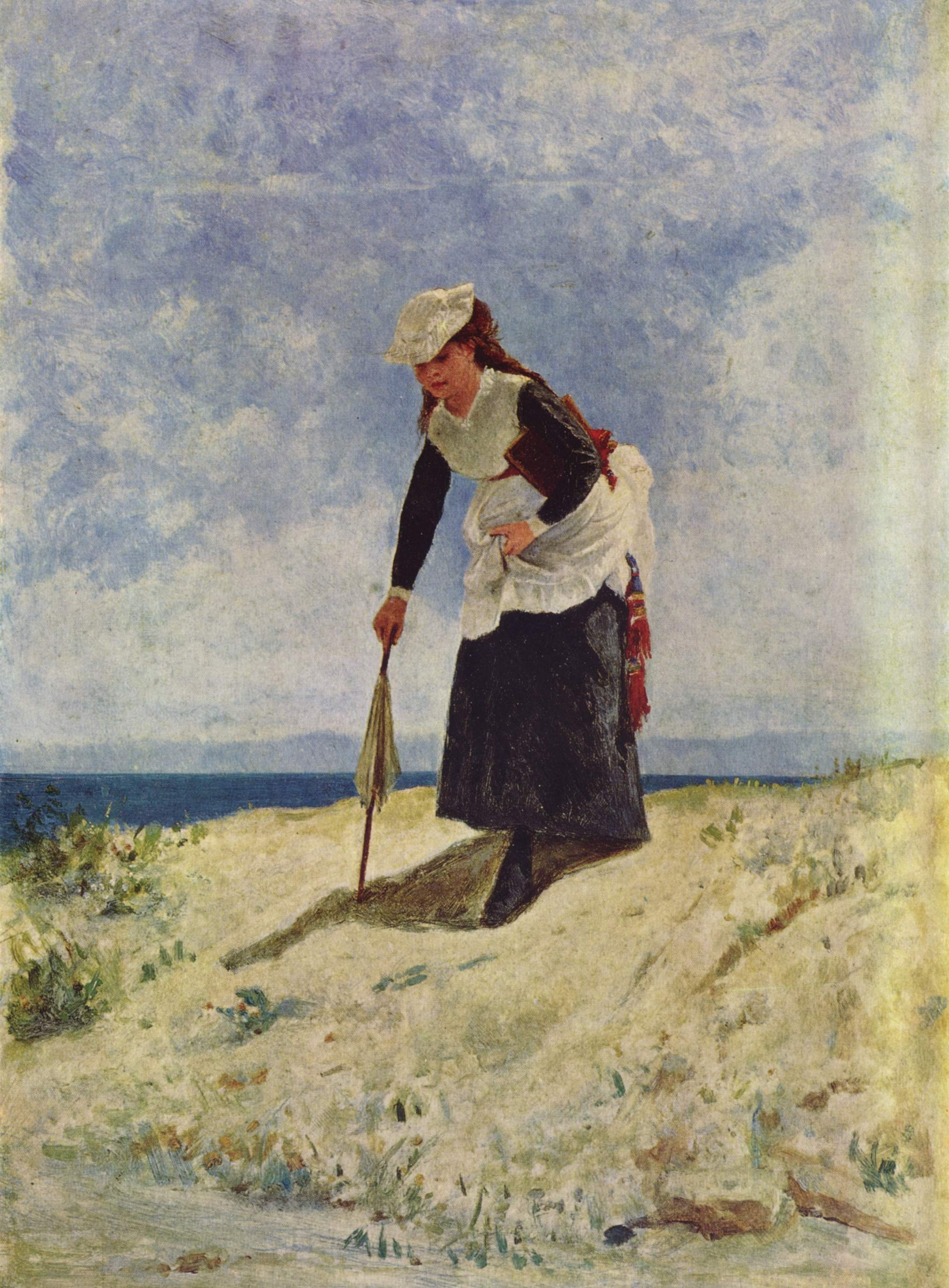
Meisje aan het strand
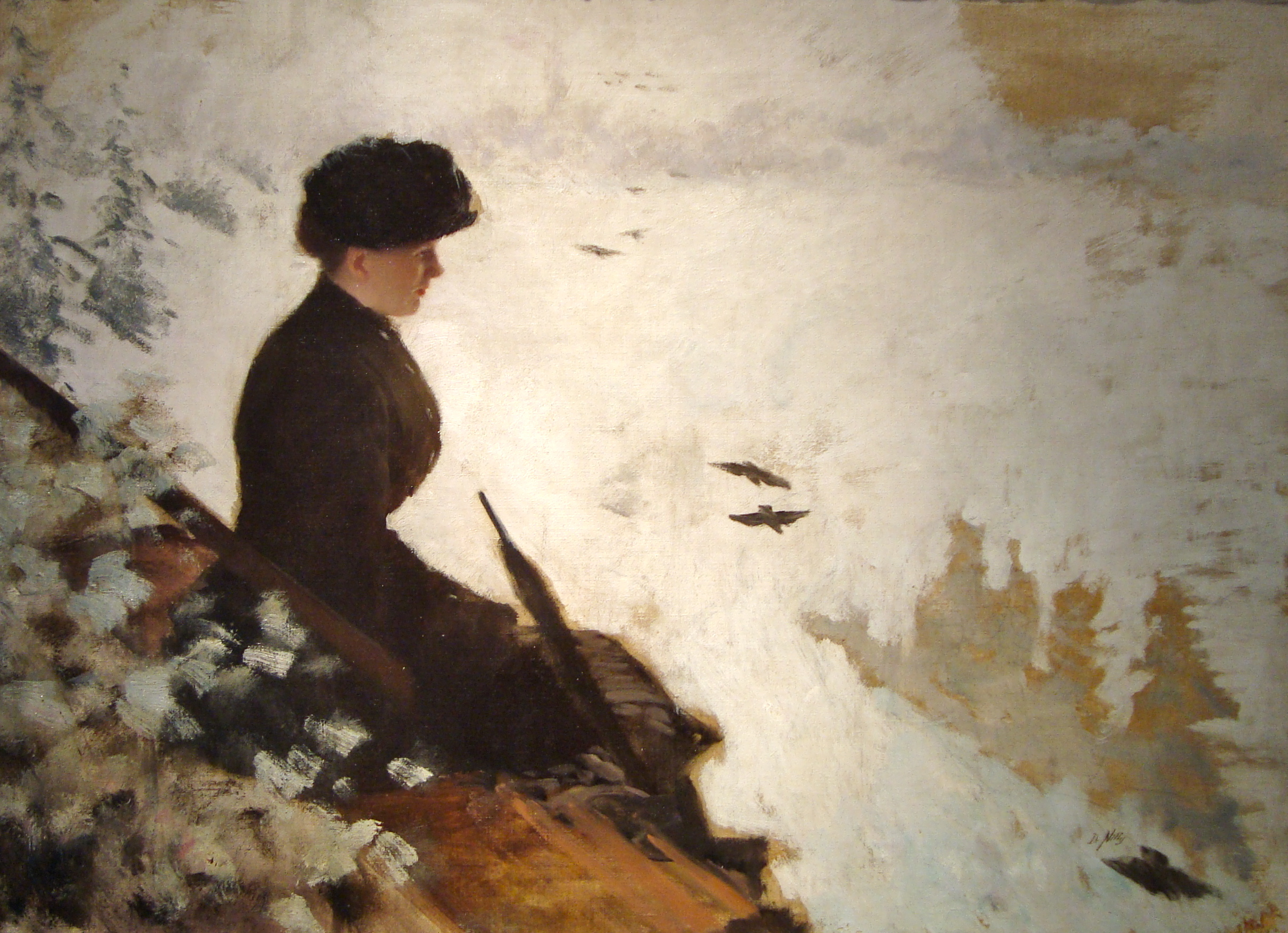
Effet de neige
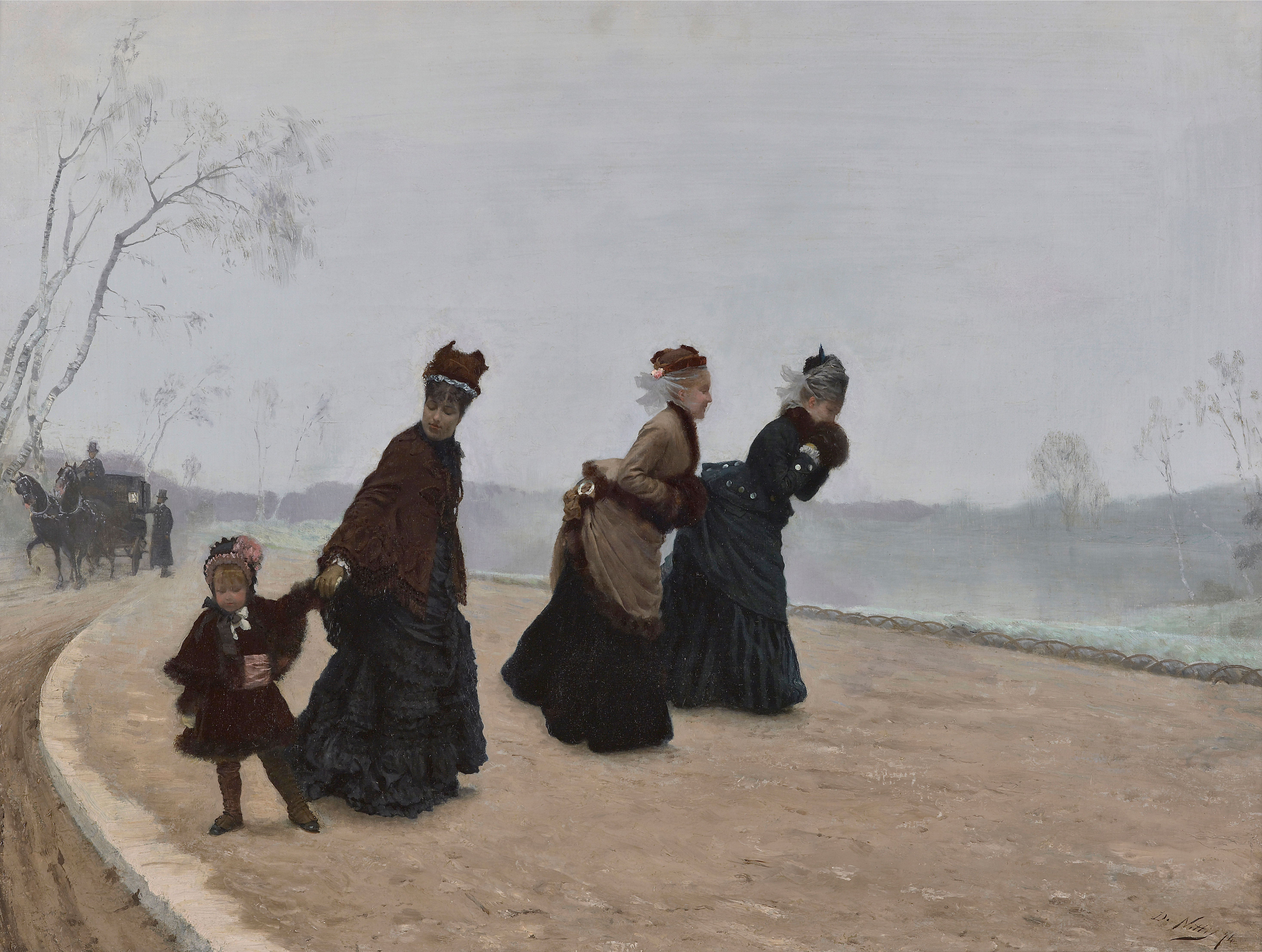
Che Freddo!
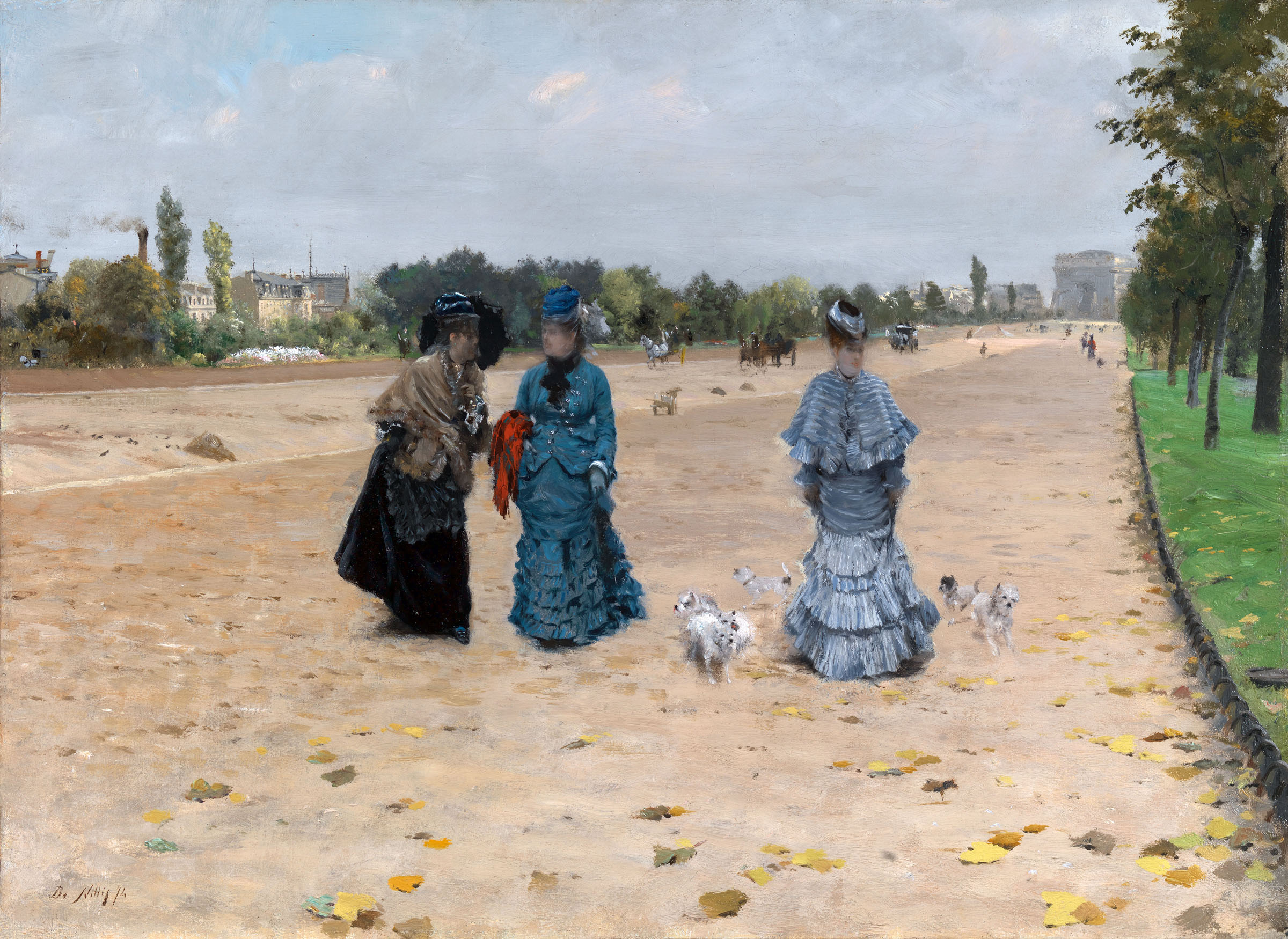
Avenue de Bois du Boulogne
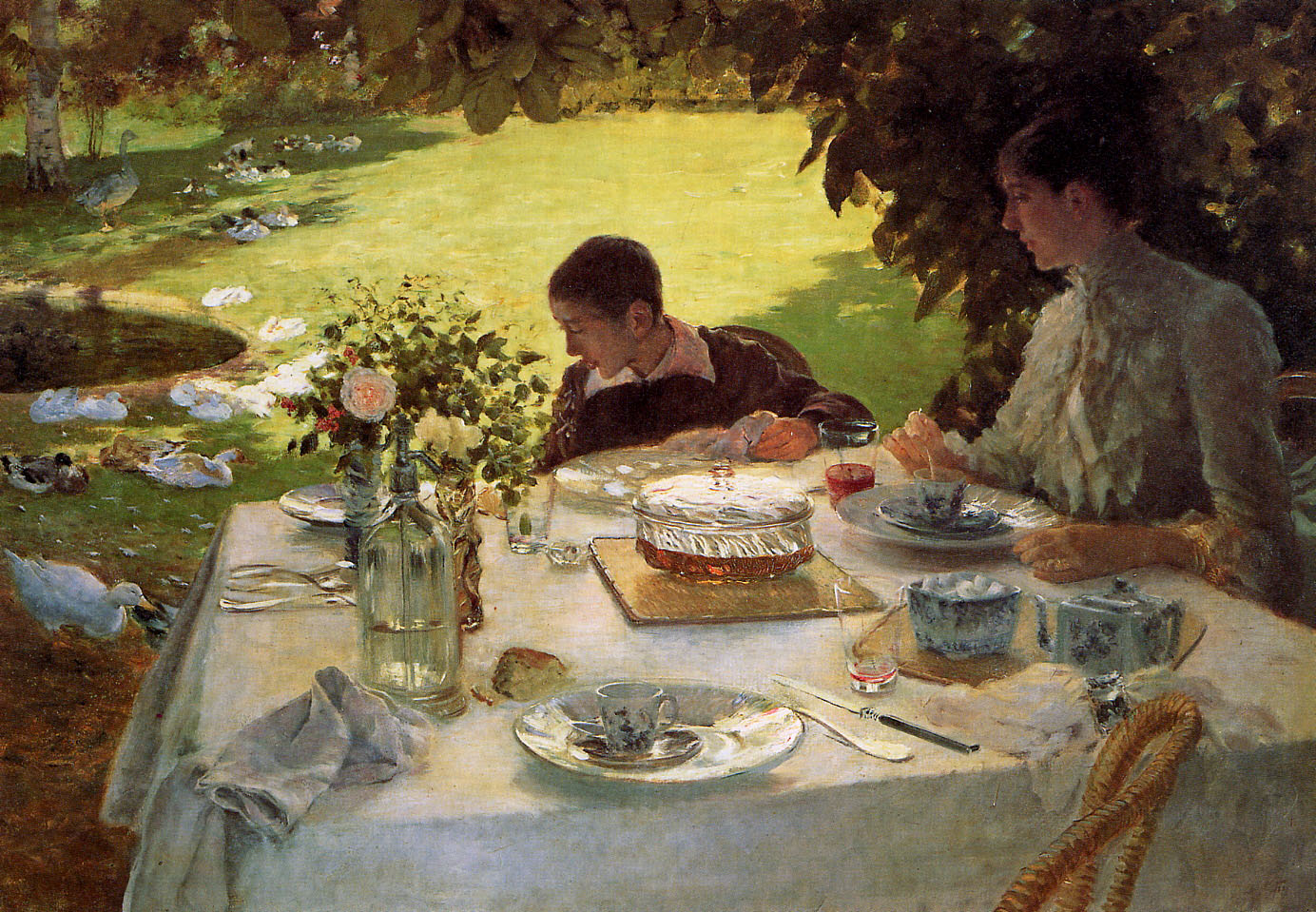
Colazione in giardino
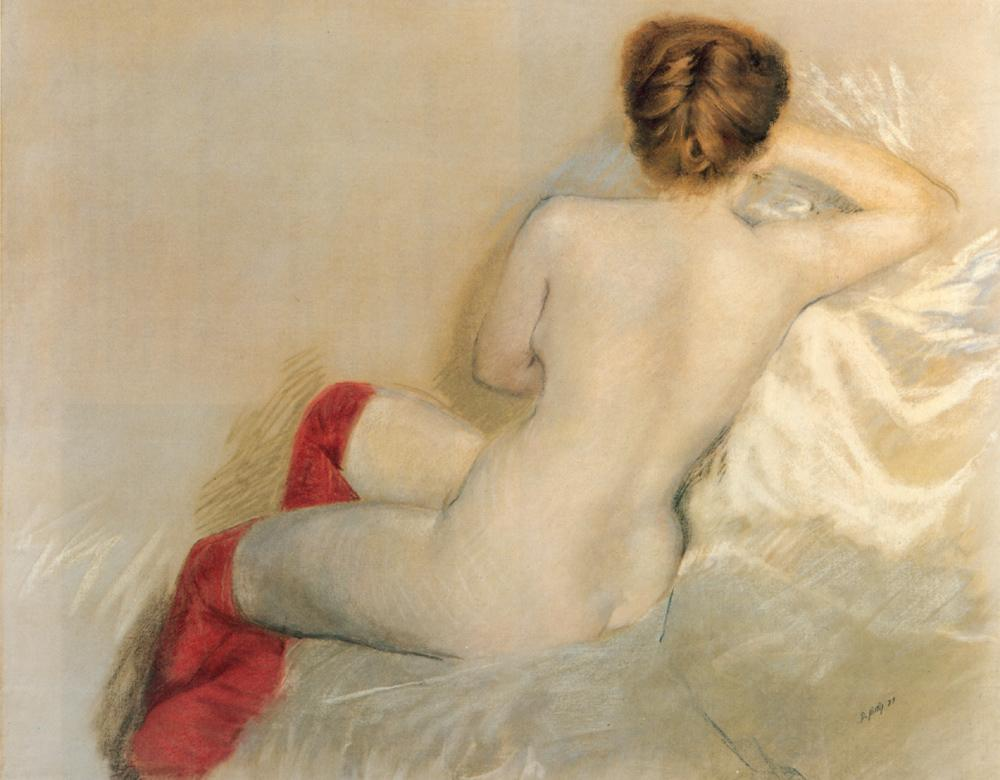
Vrouwelijk naakt